# Goffert (Coret)
Goffert. Gedichten bij tekeningen van Paul Lemmens is een verzameling gedichten van Peter Coret, pseudoniem van de schrijver Cees van der Pluijm (1954-2014), die in 1988 verscheen bij tekeningen van Paul Lemmens.

## Geschiedenis
Coret schreef vijf gedichten bij vijf tekeningen van de kunstenaar Lemmens (1945). De drukker-uitgever Hein Elferink te Wijhe stond in voor de typografische verzorging en het handzetwerk van de gedichten. De litho's werden door een Haarlemse drukker verzorgd. Als uitgever trad op David Simaleavich van Binderij Phoenix, met als uitgeversnaam Dirty Trix. De uitgever stond tevens in voor het bindwerk.
De uitgave werd gepresenteerd op 11 juni 1988 in het Nijmeegse antiquariaat Verzameld Werk. De presentatie was in handen van cultuur- en godsdienstpsycholoog Chris van Riel die zelf ook tekende en in 1976 in Nijmegen was afgestudeerd.
Tijdens de presentatie waren er verkoopexposities van werk van de drukker-uitgever, de Tight End Press en van de kunstenaar Lemmens.
De gedichten werden later opgenomen in de gedichtenbundel Vanitas die in 1988 door de Amsterdamse uitgeverij De woelrat werd uitgegeven en op 12 november 1988 te Nijmegen door Adriaan van Dis werd gepresenteerd.

### Uitgave
De uitgave verscheen in 1988, blijkens het colofon, in een genummerde oplage van 69 exemplaren, met de hand gezet en gedrukt in blauw en zwart als tweede uitgave van Dirty Trix. De acht losse katernen waren gevat in een linnen, blauwe en met lichtblauw bedrukte map, gestoken in een lichtblauwe, zwaarpapieren foedraal. Van de oplage verschenen zes exemplaren die voorzien waren van een van de originele tekeningen; een van de tekeningen staat tegenover de titelpagina.
Naast de 69 gedrukte exemplaren, bestaan er vier exemplaren die geheel met de hand door de dichter zijn uitgeschreven tegenover de litho's voor de makers van de uitgave. Het geschreven colofon wijkt af van dat van de gedrukte uitgave en geeft aan dat deze vier te Nijmegen vervaardigd zijn op 31 januari 1989. De ook acht katernen zijn gestoken in eenzelfde omslagmap en foedraal als de gewone editie.